# John Pfahl
John Pfahl (* 17. Februar 1939 in New York, NY; † 15. April 2020 in Buffalo, NY, USA) war ein US-amerikanischer Fotograf.
Pfahl wuchs in Wanaque, New Jersey, auf und studierte an der Syracuse University. Dort schloss er an der School of Art mit dem BA ab und erwarb danach an der School of Communications den MA. Von 1968 bis 1985 lehrte er am Rochester Institute of Technology, 1983/84 war er Gastprofessor an der University of New Mexico, Albuquerque, und ab 1986 hatte er eine Professur an der University at Buffalo, The State University of New York in Buffalo.
Pfahl, der sowohl in Amerika als auch in Europa in zahlreichen Ausstellungen vertreten war, spezialisierte sich vor allem auf Landschaftsaufnahmen. Seine Bilder waren in zahlreichen Einzel- und Gruppenausstellungen zu sehen und sind in vielen Büchern publiziert. Unter anderen Ehrungen trugen sie ihm 1979 auch den Ehrendoktortitel der Niagara University ein.
Er starb im April 2020 im Alter von 81 Jahren an COVID-19.

## Veröffentlichungen
- Rebecca Solnit (Text): Extreme Horticulture. Frances Lincoln, London.
  - deutsch: Das andere Eden. Gerstenberg Verlag, Hildesheim 2003, ISBN 3-8067-2917-4.
- Deborah Tall, Waterfall, Tucson, AZ: Nazraeli Press, 2000
- Gary Hesse, Permutations on the Picturesque, Syracuse, NY: Lightwork, 1997
- Estelle Jussim, A Distanced Land: Photographs of John Pfahl. Essay by Estelle Jussim, with series introduction by Cheryl Brutvan. Albuquerque: University of New Mexico Press in association with the Albright-Knox Gallery, Buffalo, 1990 (Ausstellungskatalog)
- Estelle Jussim und Anthony Bannon, Arcadia Revisited: Niagara River and Falls from Lake Erie to Lake Ontario, Albuquerque: University of New Mexico Press and the Buscaglia-Castellani Art Gallery of Niagara University, 1988
- John Pfahl, Picture Windows. Introduction by Edward Bryant. Boston: New York Graphic Society; Little, Brown Company, 1987
- John Pfahl, Altered Landscapes. The Photographs of John Pfahl. Portfolio of forty-eight dye transfer prints in an edition of one hundred. New York: RFG Publishing, Inc., 1982
- John Pfahl, Altered Landscapes: The Photographs of John Pfahl. Introduction by Peter Bunnell. Carmel: The Friends of Photography in association with the Robert Freidus Gallery, 1981
- John Pfahl, Altered Landscapes. Portfolio of ten dye transfer prints in an edition of twenty-four. Essay by William B. Parker. Sun Valley, Idaho: Sun Valley Center for the Arts and Humanities, 1980